# Neolophonotus hilaryae
Neolophonotus hilaryae är en tvåvingeart som beskrevs av Jason Gilbert Hayden Londt 1988. Neolophonotus hilaryae ingår i släktet Neolophonotus och familjen rovflugor. Inga underarter finns listade i Catalogue of Life.